# جونگ هو گیوم
جونگ هو گیوم (کره‌ای: 정후겸؛ ۱۷۴۹–۱۷۷۷) یک مقام دربار در دورهٔ چوسان کره بود. او دبیر سلطنتی و جوان‌ترین فردی بود که تا به حال وارد دربار سلطنتی شده بود. او پسرخواندهٔ شاهدخت هواوان بود.

## زندگی‌نامه
جونگ هو گیوم در سال ۱۷۴۹ به عنوان دومین پسر از جونگ سوک دال (ماهی‌گیر و پسرعموی چهارم جونگ چی دال، همسر شاهدخت هواوان) و بانو یی از خاندان جون‌جو یی به دنیا آمد.
در دوران کودکی، همراه با ولیعهد یی سان در آکادمی کنفوسیوسی تحصیل می‌کرد. در دوران نوجوانی به چینگ سفر کرد و در بزرگسالی به موفقیت‌های چشمگیری رسید. او به یکی از اعضای مهم جناح نورون تبدیل شد و همچنین در توطئه‌ای برای از بین بردن یی سان (پادشاه جونگ‌جو) نقش داشت. پس از کشف این توطئه و مجازات افراد، او به شهرستان کیونگ‌وون در استان هام‌گیونگ تبعید و با سم اعدام شد.

## در فرهنگ عامه
- بازی شده توسط چو یون وو در مجموعه تلویزیونی سال ۲۰۰۷ ام‌بی‌سی، ایسان
- بازی شده توسط کوان هیون بین در مجموعه تلویزیونی سال ۲۰۲۱ ام‌بی‌سی، سرآستین قرمز[۶]